# 小橋正典
小橋 正典（こはし まさのり、1992年6月26日 - ）は、青森県出身のドリフトドライバー。フォーミュラ・ドリフト ジャパン（FDJ）に参戦する。

## プロフィール
- 身長：166cm[1]
- 体重：64kg[1]
- 血液型：O型[1]

## 来歴
元スズキのモトクロスライダーであった父の影響を受け、幼少期からレーシングカートやバイクに親しんだ。14歳の時に父が青森県南部町にサーキット（モーターランドSP）を建設することになり、視察を兼ねて父と共にエビスサーキットへD1グランプリ（D1GP）の観戦に行った。そこでドリフトに衝撃を受け、15歳で180SXを購入しサーキットでドリフトを始める。2008年にはいかす走り屋チーム天国の東日本フレッシュマン大会に出場した。
中学校卒業後は高校に進学せず、父が経営するモーターランドSPで社員として働きながらドリフトを続ける。当初はがむしゃらに走っていたが、チームオレンジの熊久保信重や末永直登と出会いドリフトの理論を学んだ。2009年、16歳という若さでD1ストリートリーガル（D1SL）の参戦権を獲得し同シリーズに180SXで参戦を開始。翌2010年には表彰台こそなかったものの安定した結果を残し、シリーズランキング6位でシーズンを終えた。2011年には第4戦鈴鹿ツインと第5戦エビスで準優勝し、シリーズランキングは7位。2012年にはS13シルビアにマシンチェンジ。
2013年からは満を持してチームオレンジからD1GPに参戦。マシンは4WDからFRに改造されたランサーエボリューションIXを使用し、ヨコハマタイヤを履く。さらに同年のD1SLでは第3戦エビスで初優勝し、シリーズランキング3位となった。2014年もD1SL・D1GP双方に参戦し、D1SLでは第2戦で準優勝しシリーズ5位。
2015年・2016年はD1GP・D1SLともに参戦しなかったが、2017年よりD1GPに復帰。タイヤはワンリを履き、GM製のV型8気筒エンジンを搭載したS15シルビアを駆ったが、第2戦お台場でエンジンブローしたため元チームオレンジの匂坂晋治がD1GPで使用していたアルテッツァに急遽マシンチェンジ。シーズン中2回の準優勝を果たしたが、最終シリーズランキングは9位にとどまった。
2018年はV8搭載のS15シルビアを再投入し、タイヤをゼスティノに変更。第6戦エビスでD1GP初優勝を果たした。
2019年からは2JZ-GTEエンジンを搭載したS15シルビアにマシンチェンジし、タイヤもゼスティノからリンロンに変更。マシンのカラーリングはチームオレンジ伝統のオレンジから白・青・緑のリンロンカラーになった。第5・6戦エビスでは2連勝し、シリーズランキング5位でシーズンを終えた。
2020年も引き続き2JZ搭載のS15シルビアで戦う。第2・3・4戦の3連勝、さらに第6戦での優勝で首位独走状態となり、第7戦筑波で3位に入ったことでシリーズチャンピオンを確定させた。28歳でのチャンピオンは史上最年少。加えて第7戦翌日の第8戦筑波でも優勝し、斎藤太吾に並ぶ最多タイとなる年間5勝という記録を打ち立てた。翌2021年も第4戦筑波で優勝するなど強さを見せたが、マシントラブルに悩まされたこともあり最終シリーズランキングは7位となった。
2022年も同様のS15を使用しているが、戦いの場をFDJに移し、開幕戦の鈴鹿ツインでは初出場ながら優勝を果たした。その後も安定して好成績を収め、シリーズランキング3位でシーズンを終えた。
2023年はマシンをA90スープラにマシンチェンジ。第2戦エビスではスポット参戦したWRC王者のカッレ・ロバンペラと追走トーナメント決勝で対戦したが敗れ準優勝、第5戦奥伊吹でもトーナメント決勝まで勝ち上がりチームメイトであるKANTA（柳杭田貫太）と対戦したが惜しくも敗れた。最終的なシリーズランキングは4位。

## 人物・エピソード
- ニックネームはまーくん、まさぴー、ろば[9]。また、大会で車両を壊してしまった場合、本名にかけてコワシマサノリと名乗ることがある。
- 趣味はスキー、スノーボード、車いじり[9]。
- 得意とするコースはチームオレンジのホームコースであるエビスサーキットで、D1SL・D1GPどちらも初優勝はエビスである。2020年はエビスで開催された3ラウンドの全てで優勝しており、エビスではD1GP史上最多となる計6勝を誇る。
- レースシムを用いたトレーニングを積極的に行っている。効果は絶大で、苦手としていたオートポリスをレースシム内で走り込むことで克服し、2020年第4戦の優勝に結び付いたとのこと[10]。レースシムのアセットコルサ（英語版）を使ったドリフト競技大会のJSDCにも参戦していた[11]。この他、ビジネスとしてレースシムのコンサルティングやソリューション販売も行っている。
- 走行会では愛車のS13シルビアを走らせる。また、普段の足としてトヨタ・サクシードも使用している[2]。
- 2012年、全日本ラリーのモントレーin渋川に86で参戦。運転免許を取得したばかりであったため初心者マークを掲示してでの参戦となった。初心運転者期間での全日本ラリー参戦はそれまで例が無かったためかシリーズポイントの付かないイノベーションクラスでのエントリーとなったが、ギャラリーSSでは他の86がエントリーするクラスで5位に相当する好タイムをマークした[12]。